# Ловно куче
Ловното куче е средноголям бозайник, опитомен подвид на вълците (Canis lupus), което участва и помага на хората при провеждането на различните видове лов. То е особено полезно животно при ловуване и обикновено се пуска да открива и гони дивеча, който да бъде отстрелян от ловците. Преди едно куче да стане подходящо за лов, то трябва да бъде възпитано от стопанина си да му се подчинява. Точно това възпитание е процесът, който предшества същинското обучение.

## Класификация
Според използването си време на лов и ловните си възможности, породите ловни кучета може да се разпределят в групи: птичари, гончета, шпаньоли, кръвоследници, лайки, хрътки, кучета за подземен лов и др.

### Птичари
Правилното название на групата кучета е да бъде ловни кучета, работещи със „стойка“. Такова определение е по-подходящо, защото тези породи се използват не само за лов птици, но и за всестранен лов. Породите са създадени през ХVІІІ и ХІХ век чрез кръстосвания. Тези кучета притежават извънредна подвижност, те са бързи, гъвкави и издръжливи. Имат силно обоняние и търсят дивеча в широк кръг с високо вдигнат нос. някои ловни кучета, като ирландския сетер освен изключителната ловна страст работят добре като апортьор и във вода и блатисти местности. Отделните породи, са разпределени в две основни големи групи – английски и континентални птичари.
- английски – пойнтер и английски сетер, ирландски сетер;
- континентални птичари – немски брак, немски късокосмест птичар (наричан още немски късокосмест пойнтер и курцхаар), немски дратхаар (немски твърдокосмест птичар или немски твърдокосмест пойнтер), лангхаар (немски дългокосмест птичар или немски дългокосмест пойнтер), грифон, френски птичар, италиански, холандски, португалски, испански и белгийски птичари, унгарска визла и др.

### Гончета
Ловните кучета от тази група преследват дивеча по прясна (топла) следа. Имат прекрасно обоняние, с което при тежки условия на лов не губят следата, те са упорити и издръжливи при преследване на дивеча.  Отделните породи са разделени на три подгрупи:
- средиземноморски – испанско, португалско, балеарско гонче, сицилиански брак и др.;
- континентални – те са най-много на брой. Към групата спадат белгийски гончета, френски гончета (сенхубер, басет и др.), германски гончета, английски (бигъл и др.), холандски, скандинавски, австрийски, югоизточни и др. гончета. Следва да се отбележи породата българско гонче, една стара порода по нашите земи. Това е средно едро куче със здраво и хармонично телосложение. Кучето е специализирано за лов на диви свине, но може да се използва и за лов на друг дивеч. Работи добри в пресечени местности, като преследва дивеча и го облайва с ясен лай;
- източни – руски гончета, китайски гончета.

Отделните породи се различават по големината и цвета си, както и по космената покривка – къси или дълги косми.

### Шпаньоли
Тази група ловни кучета носи името на родината си Испания. Повечето от породите на тази група не са едри кучета (имат височина 35-40 см), имат различен цвят и са покрити с дълги, меки и блестящи косми. Характерното при ловуването с шпаньоли е, че те търсят и вдигат дивеча, но не правят „стойка“ за разлика от птичарите. Работи в близост до ловеца, вдига дивеча и по заповед апортира отстреляния дивеч. Шпаньолите са подходящи за лов във всякакви условия и за разнообразен дивеч.
- шпаньоли – Кокер шпаньол (английски и американски), Уотър шпаньол (ирландски и американски), Спрингер шпаньол, Съсекс шпаньол и др.

### Кръвоследници
Вродено и развито в продължения на поколения да проследява дивеча по кървавата следа. За разлика от гончета тези кучета работят само по „студена“ следа – поне два часа след отстрелването. Породата е с много висока устойчивост за работа в планината. 
- кръвоследници – Баварски планински кръвоследник, Хановерски кръвоследник, Блъдхаунд.

### Кучета за подземен лов
Към тази група ловни кучета се причисляват повече от 20 породи. Осен дакел тук се включва една голяма група с общо наименование териери (от френски -земя). Тези кучета се използват за лов на хищници лисици и язовци в бърлогите им. Добре се подават на обучение. Имат смелост, желание за борба и много за това им помага устройството на тялото, здравите кости и силните челюсти. 
- кучета за подземен лов – фокстериер, ягтериер (германски ловен териер), дакел.

## Обучение на ловното куче

### Начална фаза
Периодът, в който кучето възприема най-лесно човека като негов господар е между 30 и 45 дни след раждането му. Първите няколко седмици възпитанието на животното трябва задължително да се извършва от стопанина, а не от друг човек, дори той да е член на семейството. През първите 3 месеца ловецът трябва да прекарва колкото се може повече време с кучето и да го учи на основни команди, като например да се отзовава на името си.

### Основни принципи на обучението
Кучето трябва да бъде принудено да изпълнява команди, които дори не са му приятни. Принудата се прилага умерено и при изпълнение на задачата следва поощрение. От начало се започва с по-прости упражнения, след които се преминава към по-сложните. Възпитанието трябва да се извършва от самия ловец. Необходима е всекидневна и целенасочена работа.

### Същинско обучение
Много важна част от обучението на ловното куче е тренировката за привикване към изстрел. Първоначално се започва с по-слаби изстрели, като например такива от пиратки. Изстрел с пушка трябва да се дава от друг ловец на разстояние от около стотина метра. Ако кучето реагира страхливо на изстрела, това упражнение не трябва да се повтаря скоро.
Носенето на дивеч обикновено е вродено при много ловни породи. В първите 4-5 месеца кучето трябва да свикне да донася дивеча на стопанина си. Командата е съчетание на „Търси" и след намиране – „Донеси" и „Остави". В началото упражнението се тренира с меко дървено или гумено чучело. Предметът, служещ за играчка се подхвърля на няколко метра в страни. Ако кучето не е видяло посоката, се насочва и по миризмата намира чучелото. Оставя се няколко секунди да се порадва на находката си, след което чучелото се издърпва. Продължителността на тренировката първоначално е 10-15 минути с две различни упражнения, а впоследствие общо до 1 час.
Обучението продължава с откриване на убития или ранен дивеч и донасянето му на ловеца, като се използват заучени вече команди. Ловецът трябва да е спокоен, търпелив и да държи непрекъснато под контрол кучето си в периода на обучение.